# Kjell Östberg
Kjell Olov Östberg, född 24 februari 1948, är en svensk historiker och professor.

## Biografi
Östberg disputerade 1990 på en avhandling om svensk socialdemokratis politiska och sociala integrering fram till första världskriget. Han är professor emeritus i historia vid Södertörns högskola, forskningsledare för Samtidshistoriska institutet och har specialiserat sig på den svenska socialdemokratins historia. Han fick stor uppmärksamhet för sin dubbelbiografi om Olof Palme som nominerades till Augustpriset 2008.
Östberg är medlem i Vänsterpartiet och har varit skribent i bland annat Aftonbladet, Internationalen och Röda rummet.
I samband med 100-årsdagen för svenska kvinnliga rösträtten, 2021, publicerade Östberg genom Leopard förlag Folk i rörelse. Vår demokratis historia, som bemöttes väl av flera kritiker. Boken, liksom Östbergs övriga författarskap, är framförallt bottnad i materialistisk och emancipatorisk historiesyn (jämför engelskans People's History), övergripande kallat historia underifrån (och uppåt) — det vill säga ett historieberättande som utgår från själva folket (såsom arbetare, arbetarklassen) till skillnad från – eller, till och med, i motsats till – överheten (kungar, statsministrar, kapitalister: överklassen). Rösträtten gavs inte av sig självt, den behövde erövras av folket själva genom folkrörelser, således titeln Folk i rörelse. (Historia av detta slag genomsyras av dialektik, vilket i detta sammanhang kan beskrivas som ett analysverktyg för att försöka se, spåra och kartlägga (med mera) spänningsrelationer likt motsättningen arbete-kapital. Följaktligen aktualiseras det centrala begreppet klasskamp.)

## Verk i urval

### Böcker som författare
- Byråkrati och reformism: en studie av svensk socialdemokratis politiska och sociala integrering fram till första världskriget. Arkiv avhandlingsserie, 0347-4909; 34. Lund: Arkiv. 1990. Libris 7674863. ISBN 91-7924-056-9
- Kommunerna och den svenska modellen: socialdemokratin och kommunalpolitiken fram till andra världskriget. Eslöv: B. Östlings bokförl. Symposion. 1996. Libris 7607623. ISBN 91-7139-330-7
- Efter rösträtten: kvinnors utrymme efter det demokratiska genombrottet. Kulturhistoriskt bibliotek, 99-1228966-8. Eslöv: B. Östlings bokförl. Symposion. 1997. Libris 7607636. ISBN 91-7139-344-7 (inb.)
- 1968 – när allting var i rörelse: sextiotalsradikaliseringen och de sociala rörelserna. Stockholm: Prisma i samarbete med Samtidshistoriska institutet vid Södertörns högskola. 2002. Libris 8550093. ISBN 91-518-4043-X (inb.) Ny upplaga Röda rummet förlag 2018.
- I takt med tiden: Olof Palme 1927–1969. Stockholm: Leopard. 2008. Libris 10604790. ISBN 978-91-7343-208-5 (inb.)
- När vinden vände: Olof Palme 1969–1986. Stockholm: Leopard. 2009. Libris 11361386. ISBN 978-91-7343-217-7 (inb.)
- Sveriges historia VIII, 1965–2012. Stockholm: Norstedt. 2013. Libris 13585348. ISBN 9789113023915 (Med Jenny Andersson)
- Kamp mot droger: en bok om Förbundet mot droger. Huddinge: Samtidshistoriska institutet, Södertörns högskola. 2019. Libris 3d7c67z31zdxbpcc. ISBN 9789189615410
- Folk i rörelse: vår demokratis historia. Stockholm: Ordfront. 2021. Libris kx5wm032hgdrn9nc. ISBN 9789177751632

### Böcker som redaktör
- med Per Thullberg, red (1994). Den svenska modellen. Lund: Studentlitteratur. Libris 8353709. ISBN 91-44-46611-0
- med Yvonne Svanström, red (2004). Än män då?: kön och feminism i Sverige under 150 år. Stockholm: Atlas. Libris 9336940. ISBN 91-7389-128-2
- med Mari Gerdin, red (2006). Hur rysk är den svenska kommunismen : fyra bidrag om kommunism, nationalism och etnicitet. Huddinge: Samtidshistoriska institutet, Södertörns högskola. Libris 10315893. ISBN 9189615107